# Madre London
Madre London (* 27. Januar 1996 in Little Rock) ist ein US-amerikanischer American-Football-Spieler auf der Position des Runningbacks. Er spielte College-Football für die Michigan State Spartans und die Tennessee Volunteers.

## Werdegang

### Jugend
High School
London besuchte zunächst die Bryant High School in einem Vorort von Little Rock in Arkansas. Bereits als Freshman führte mit 969 Rushing Yards und 13 Touchdowns die Hornets zum Gewinn der Conference. Für seine letzten beiden Jahre wechselte er an die St. Thomas Aquinas High School im Südwesten der Stadt Fort Lauderdale im US-Bundesstaat Florida, wo er sowohl im Basketball als auch im American Football aktiv war. In seinem letzten Jahr an der High School (Senior) erlief er 871 Yards bei 122 Versuchen und erzielte 16 Touchdowns. Daraufhin wurde er von mehreren Experten als einer der besten 300 Senior-Footballspieler eingestuft und gehörte laut Rivals.com zu den besten 20 Runningbacks in seinem Jahrgang.
College
Als Drei-Sterne-Football-Rekrut verpflichtete er sich im Frühjahr 2014 für die Michigan State Spartans. London studierte Soziologie an der Michigan State University. In seinem Freshman-Jahr kam London bei keinen Football-Spielen zum Einsatz. So debütierte er erst am 4. September 2015 in der Division I FBS der National Collegiate Athletic Association (NCAA). Nachdem er in den ersten sechs Spielen der Saison 2015 399 Yards erlaufen und drei Touchdowns erzielt hatte, zog sich London eine Knöchelverletzung zu, die ihn zu einer mehrwöchigen Pause zwang. In den folgenden beiden Jahren konnte er an seine ersten sechs College-Spiele nicht mehr anknüpfen und fungierte daher in der Saison 2017 nur als dritter Runningback. Nach einem Gespräch mit Spartans-Trainer Mark Dantonio im Februar 2018 trennten sich die Spartans und London. Wenige Wochen später wurde er zu den Tennessee Volunteers transferiert. In der Saison 2018 kam London in zehn Spielen zum Einsatz und beendete diese schließlich mit 206 erlaufenen Yards sowie drei Touchdowns.

### Herren
Im NFL Draft 2019 wurde London von keinem Franchise ausgewählt. 2020 schloss er sich dem Team Alphas in der The Spring League, einer Entwicklungs- und Scoutingliga in den Vereinigten Staaten, an. Aufgrund der COVID-19-Pandemie wurde die Saison nach zwei Spieltagen abgebrochen. Im Frühjahr 2021 war er zudem Spieler in der Fan Controlled Football League, deren Spiele Indoor abgehalten werden. Bei 13 Rushing Attempts erzielte er 41 Yards Raumgewinn, zudem fing er drei Pässe für 23 Yards.
Zur ersten Saison der neu gegründeten European League of Football 2021 wurde London von den Cologne Centurions unter Cheftrainer Kirk Heidelberg verpflichtet. Nachdem er bereits am ersten Spieltag gegen die Panthers Wrocław 269 Yards erlief und drei Touchdowns erzielte, steigerte er sich beim zweiten Spiel gegen die Barcelona Dragons auf 352 Rushing Yards und 4 Touchdowns, woraufhin er als Spieltags-MVP ausgezeichnet wurde. Bereits in der ersten Halbzeit des vierten Spieltags erreichte London die 1000-Yards-Marke. In der siebten Spielwoche trug London mit 320 Rushing Yards sowie vier Touchdowns erheblich zum 33:31-Sieg der Centurions gegen die Panthers Wrocław bei und wurde einen Tag später erneut als ELF-Spieltags-MVP ausgezeichnet. London bekam in der elften Spielwoche erneut die Auszeichnung des MVP of the Week. Mit den Centurions erreichte London die Playoffs, scheiterte dort aber im Halbfinale gegen die Frankfurt Galaxy. Bereits nach Abschluss der regulären Saison wurde er als einer von vier zugelassenen US-Amerikanern in das ELF All Star Team berufen, welches gegen eine US-Auswahl antreten wird. Zudem bekam London die Auszeichnung des wertvollsten Spielers des Jahres (MVP) verliehen. Ende September 2021 gaben die Centurions bekannt, sich mit London auf einen weiteren Einjahresvertrag für die Saison 2022 geeinigt zu haben. Vom Sportmagazin American Football International wurde London zum Jahresende in das AFI’s All-Europe Team 2021 ernannt.
Am 1. April 2022 gaben die Pittsburgh Maulers aus der neu gegründeten US-amerikanischen Profiliga USFL die Verpflichtung London bekannt. London kam in allen zehn Spielen zum Einsatz, stand aber nur einmal als Starter auf dem Platz. Bei 96 Laufversuchen erziele er einen Raumgewinn von 415 Yards für einen Touchdown. Damit lag er nach Abschluss der regulären Saison auf dem siebten Rang in der Rushing-Yards-Statistik. Mit den Maulers beendete London die Saison mit einer Siegesbilanz von 1:9 als schlechtestes Team.
Im Mai 2024 wechselte er zu den Danube Dragons in Wien.

## Statistiken
| Jahr                                          | Team               | Spiele 1 | Rushing | Rushing | Rushing | Rushing | Rushing | Receiving | Receiving | Receiving | Receiving | Receiving | Sonstiges | Sonstiges | Sonstiges |
| Jahr                                          | Team               | Spiele 1 | Att     | Yds     | Avg     | TD      | Lng     | Rec       | Yds       | Avg       | TD        | Lng       | Total     | Fum       | Lost      |
| --------------------------------------------- | ------------------ | -------- | ------- | ------- | ------- | ------- | ------- | --------- | --------- | --------- | --------- | --------- | --------- | --------- | --------- |
| European League of Football                   |                    |          |         |         |         |         |         |           |           |           |           |           |           |           |           |
| 2021                                          | Cologne Centurions | 09       | 269     | 2009    | 7,5     | 22      | 86      | 11        | 71        | 6,5       | 1         | 25        | 3         | 3         | 2         |
| ELF Gesamt                                    | ELF Gesamt         | 09       | 269     | 2009    | 7,5     | 22      | 86      | 11        | 71        | 6,5       | 1         | 25        | 3         | 3         | 2         |
| United States Football League (2022)          |                    |          |         |         |         |         |         |           |           |           |           |           |           |           |           |
| 2022                                          | Pittsburgh Maulers | 10       | 096     | 0415    | 4,3     | 01      | 37      | 08        | 34        | 4,3       | 0         | 13        | 0         | 1         | 1         |
| 2023                                          | Pittsburgh Maulers | 10       | 066     | 0254    | 3,8     | 01      | 26      | 03        | 24        | 8,0       | 0         | 13        | 0         |           |           |
| USFL Gesamt                                   | USFL Gesamt        | 20       | 162     | 0669    | 4,1     | 02      | 37      | 11        | 58        | 5,3       | 0         | 13        | 0         | 1         | 1         |
| Quellen: europeanleague.football, theusfl.com |                    |          |         |         |         |         |         |           |           |           |           |           |           |           |           |